# Горфиљијано (Лука)
Горфиљијано је насеље у Италији у округу Лука, региону Тоскана.
Према процени из 2011. у насељу је живело 629 становника. Насеље се налази на надморској висини од 702 м.